# Vereinigte Provinzen von Mittelitalien
Die Vereinigten Provinzen von Mittelitalien waren ein Staat, der während der Endphase des Risorgimento bestand. Er wurde vollständig von der Regierung des Königreich Sardinien kontrolliert und geleitet. Er bestand aus dem von Sardinien eroberten Großherzogtum Toskana, dem Herzogtum Parma, dem Herzogtum Modena und den vereinzelten annektierten Territorien des Kirchenstaats (Romagna).
Der Zweck dieses Staates bestand darin, die vom Königreich Sardinien errungenen Gebiete in Mittelitalien gleichzeitig zu kontrollieren, ohne sie ins Staatsgebiet einzuverleiben und der Bevölkerung ihren freien Willen zu nehmen. Er bestand nur solange, bis sich die Bevölkerung bei einer Wahl am 11. und 12. März für die Eingliederung in das von Sardinien angestrebte Königreich Italien entschied.

## Vorgeschichte

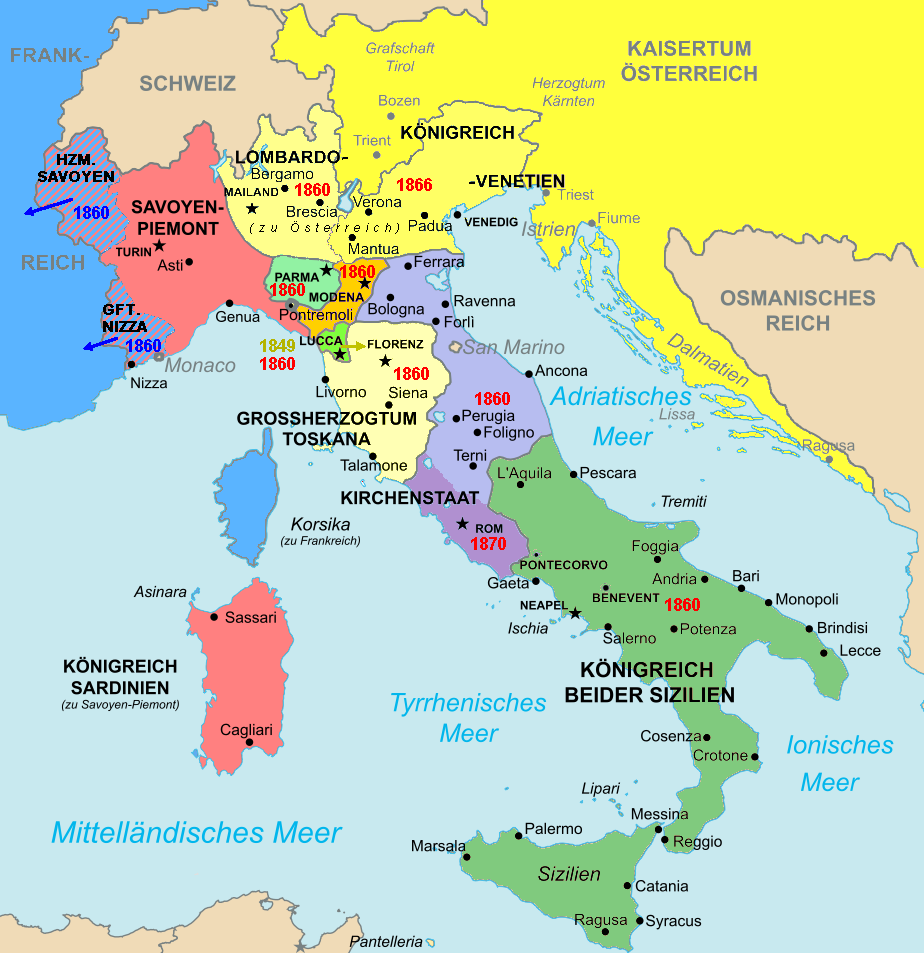
Italien 1843–1870:
gelb, beige und orange = habsburgische Staaten,
grün = bourbonische Staaten,
rote Jahreszahlen = Anschluss an Kgr. Sardinien-Piemont oder Kgr. Italien

Vor der Einigung zur mittelitalienischen Konföderation wurden die Herzogtümer Toskana, Parma sowie Modena von Mitgliedern des aus Österreich stammenden Hauses Habsburg regiert, was die Einigung der italienischsprachigen Gebiete verhinderte.
Im zeitlichen Umfeld des Sardisch-Österreichischen Krieges stürzten im Januar 1859 Modena, im August 1859 die Toskana und im Dezember 1859 Parma ihre habsburgischen Herrscher. Der Kirchenstaat wurde von französischen Truppen kontrolliert, seitdem er durch Revolution zur Römischen Republik geworden war, die mit Gewalt durch die Spanier und Franzosen zerschlagen wurde. Da das Königreich Sardinien jedoch hervorragende Beziehungen zu Frankreich besaß, konnte es die Romagna widerstandslos einnehmen, zusammen mit den regierungslosen Mittelstaaten, sodass Sardinien am 8. Dezember die Vereinigten Provinzen gründete.
Das Territorium dieses Staates entspricht heute etwa dem Gebiet der italienischen Regionen Toskana und Emilia-Romagna.